# Eberswalder Straße
Die Eberswalder Straße ist eine Hauptverkehrsstraße in Berlin-Prenzlauer Berg und Teil des nördlichen Innenstadtrings. 1961–1989 lag sie an der Berliner Mauer. Bebaut vornehmlich mit Häusern aus der Gründerzeit grenzen an die Straße der Mauerpark, der Friedrich-Ludwig-Jahn-Sportpark sowie der U-Bahnhof Eberswalder Straße. Benannt ist sie nach der Kreisstadt Eberswalde im Landkreis Barnim.

## Straßenverlauf
Gut zwei Kilometer nördlich des Berliner Fernsehturms beginnt die Eberswalder Straße nahe der Grenze zum Ortsteil Mitte als Verlängerung der Bernauer Straße an der Kreuzung mit Oderberger- und Schwedter Straße am südlichen Eingang des Mauerparks. Insgesamt gut 500 m lang, führt sie zunächst in Richtung Ostnordost, knickt etwa auf halber Strecke in einer Rechtskurve ab und führt in ostsüdöstlicher Richtung weiter zur Kreuzung mit der Schönhauser Allee, um dort in die Danziger Straße überzugehen. An ihrem Knick schließt in nördlicher Richtung eine rund 50 m lange Sackgasse an, die zum Südeingang des Friedrich-Ludwig-Jahn-Sportparks führt. Dieser kurze Abschnitt wurde mit dem Bau des Sportparks in die Eberswalder Straße eingegliedert (Hausnummern 36–39). Dort mündet die Einbahnstraße Topsstraße als einzige Querstraße in die Eberswalder Straße ein. 
Die Eberswalder Straße liegt an der südlichen Grenze der St. Augustinus-Pfarrei sowie seit 2014 im Erhaltungsgebiet Teutoburger Platz, mit dem die Zusammensetzung der Wohnbevölkerung erhalten werden soll. Die Häuser haben eine Hufeisennummerierung, beginnend auf der Südseite an der Ecke zur Oderberger Straße.

## Verkehr

### Straßenbahn
Durch die Eberswalder Straße führt die älteste kommunale Straßenbahnstrecke der Stadt, sie wurde am 1. Juli 1908 eingeweiht und verlief zwischen Stettiner Bahnhof (heute: Nordbahnhof) und dem Viehhof an der Landsberger Allee. In der Nachkriegszeit verkehrte die Straßenbahnlinie 4, mit den Endhaltestellen Strelitzer Straße/Bernauer Straße und Warschauer Brücke bzw. Schlesisches Tor. Am 15. Dezember 1951 wurde die Linie 4 an der Sektorengrenze am Übergang zur Bernauer Straße unterbrochen und die Haltestelle Eberswalder Straße / Oderberger Straße wurde zur Endstation. Ab April 1963 gab es hier, wenige Meter entfernt von der Berliner Mauer, eine Wendeschleife, die 1975–1976 erweitert wurde.
Im Jahr 2005 ließ die BVG die Gleisanlagen sanieren und verlängerte die Linienführung wieder auf die Strecke über der Bernauer Straße Richtung Nordbahnhof. Seit Mai 2006 verkehrt hier die Metrolinie M10.
Auf dem Mittelstreifen der Eberswalder Straße wurde an der Ecke zur Schönhauser Allee im Juni 2009 eine linksseitige Haltestelle errichtet.

### Fahrbahn und Gehwege

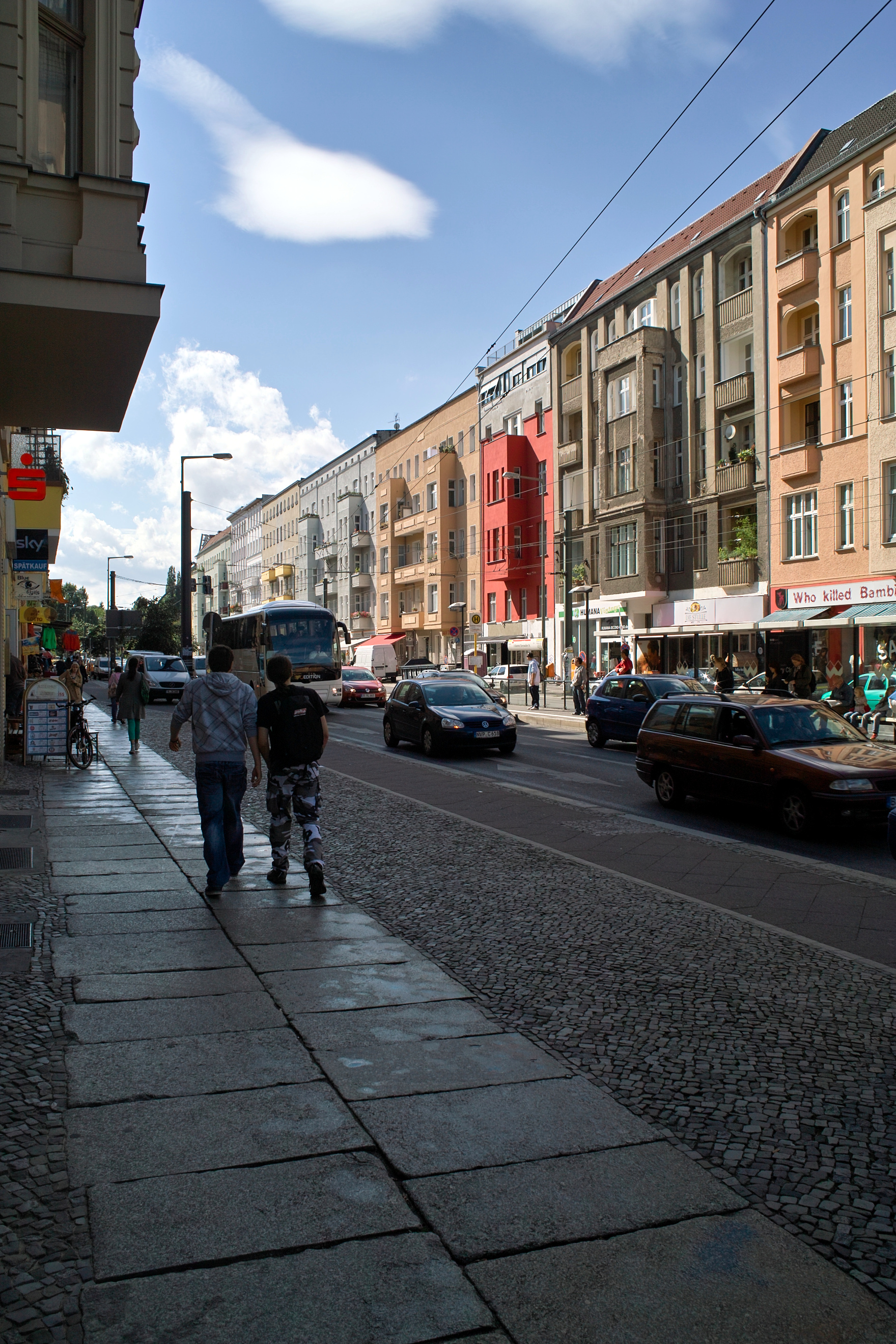
Eberswalder Straße Ecke Schönhauser Allee, 2012

Auf dem gut 30 m breiten Straßenland wurden im Zuge des Ausbaus des Berliner Innenstadtringes von 2008 bis 2010 die Fahrstreifen vierspurig ausgebaut, zwei davon als Mischspuren mit Tramverkehr. Als Mittelstreifen entstand auf großen Teilen der Straße eine etwa drei Meter breite Sperrfläche. Beidseitig wurden die Gehwege ausgebaut sowie Fahrradwege und Parktaschen angelegt. Die Gehwegpflasterung wurde teils mit sogenannten Charlottenburger Platten, teils als Bernburger Mosaikpflaster ausgeführt. Als Straßenbäume wurden im westlichen Teil Platanen (Platanus acerifolia), im östlichen Teil Linden und Winterlinden (Tilia cordata) gepflanzt. Seit dem 1. Oktober 2010 gehört die Eberswalder Straße zur Parkraumbewirtschaftung der Zonen 41 und 43.
Seit Oktober 1991 heißt der nahe Bahnhof der Hochbahn auf der Schönhauser Allee U-Bahnhof Eberswalder Straße. 1913 war er unter dem Namen Danziger Straße eröffnet worden und hieß zu DDR-Zeiten U-Bahnhof Dimitroffstraße.

## Geschichte
Ab 1780 gehörte die Gegend zum ausgedehnten Acker Tractus des Vorwerks Niederschönhausen. Zu dieser Zeit bestanden bereits die Schönhauser Allee und der Feldweg Verlorener Weg, heute Schwedter Straße. 1823 erwarb Christian Wilhelm Griebenow das Vorwerk, parzellierte es und verkaufte zwei Jahre später ein gut 20 Hektar großes Stück an das preußische Militär, das hier einen der drei großen Exerzierplätze im Berliner Norden anlegte, heute liegt hier der Friedrich-Ludwig-Jahn-Sportpark. 

### 1826: Verbindungsweg südlich des Exerzierplatzes
Um das Gebiet aufzuwerten, legte Griebenow 1826 mehrere Erschließungsstraßen an, darunter eine Straße unmittelbar südlich des Exerzierplatzes als Verbindung von Verlorenem Weg und Schönhauser Allee. Sie verlief von der Schönhauser Allee 141 in gerader Linie westsüdwestwärts bis zum heutigen Süd-Eingang des Mauerparks an der Schwedter Straße. Der westliche Teil der heutigen Eberswalder Straße 1–14 folgt diesem von Griebenow angelegten Straßenverlauf. Am östlichen Ende dieser namenlosen Straße gründete die St. Elisabethgemeinde 1855 an der Ecke Schönhauser Allee die Zionskapelle, eine Vorläuferin der Zionskirche und südlich davon 1858 ein Siechenhaus für Frauen, es stand an der Schönhauser Allee dort, wo heute die Eberswalder Straße einmündet. Die Straße südlich des Exerzierplatzes wurde von den 1860er bis in die 1880er Jahre in den Plänen der Berliner Verwaltung als Straße 53, Abtheilung XI geführt. 1864 war die Straße 53 noch unbewohnt.

### 1877: Anschluss an die Danziger Straße

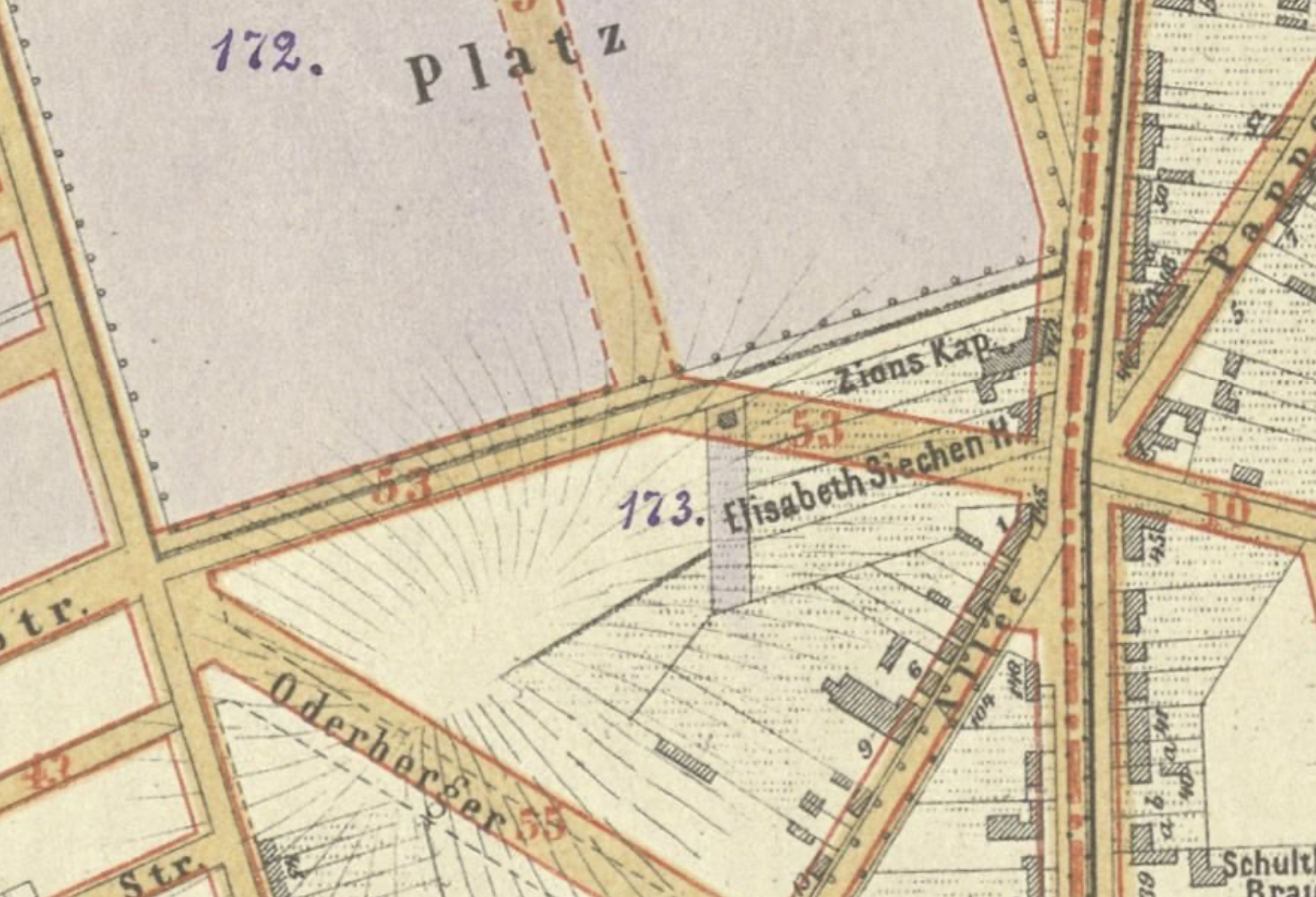
Neuer Knick für die Straße 53: Bebauungsplan von 1875

1877 wurde der Straßenverlauf geändert und bekam seine heutige, abgeknickte Form: In Verlängerung der bestehenden Danziger Straße wurde die Bebauung an der Schönhauser Allee durchbrochen und die Straße in gerader Linie bis zum Exerzierplatz weitergeführt. Zur Freilegung der Straße wurden die Anlieger enteignet, das Siechenhaus an der Schönhauser Allee sowie ein von Griebenow errichtetes Wärterhaus am Exerzierplatz wurden abgerissen. Nach einigen Verzögerungen wurde 1881 die Pflasterung der Straße 53 fertiggestellt. Als erstes größeres Gebäude entstand 1875–77 das neue St. Elisabeth Stift am heutigen Ort, gleichzeitig ging am westlichen Ende der Straße der Bahnhof der Berliner Nordbahn in Betrieb. Am 12. April 1889 bekam die Straße ihren Namen – wie zuvor die Bernauer Straße wurde auch die Eberswalder Straße nach einer Stadt im Landkreis Barnim benannt.

### Eingliederung eines Stücks der Sonnenburger Straße
Im Jahr 1912 erwarb die Stadt das Gelände des alten Exerzierplatzes und widmete es zu einer Sportstätte um. Die Stadtverordnetenversammlung beschloss im selben Jahr, die Sonnenburger Straße um den Abschnitt von der Gaudy- bis zur Eberswalder Straße zu verlängern. Heute markiert die Sackgasse am Knick der Eberswalder Straße den Beginn des damaligen Straßenverlaufs. Der Straßenabschnitt auf dem Exerzierplatz trug ursprünglich die Nummer 9, später 16b der Abteilung XI des Bebauungsplans. Von 1920 bis 1935 hieß der Abschnitt Rudolf-Mosse-Straße, danach erneut Sonnenburger Straße. 1951 wurde die Verlängerung der Sonnenburger Straße durch den Bau des Sportparks wieder zurückgenommen, ihr südliches Ende wurde in die Eberswalder Straße eingegliedert.

### An der Berliner Mauer

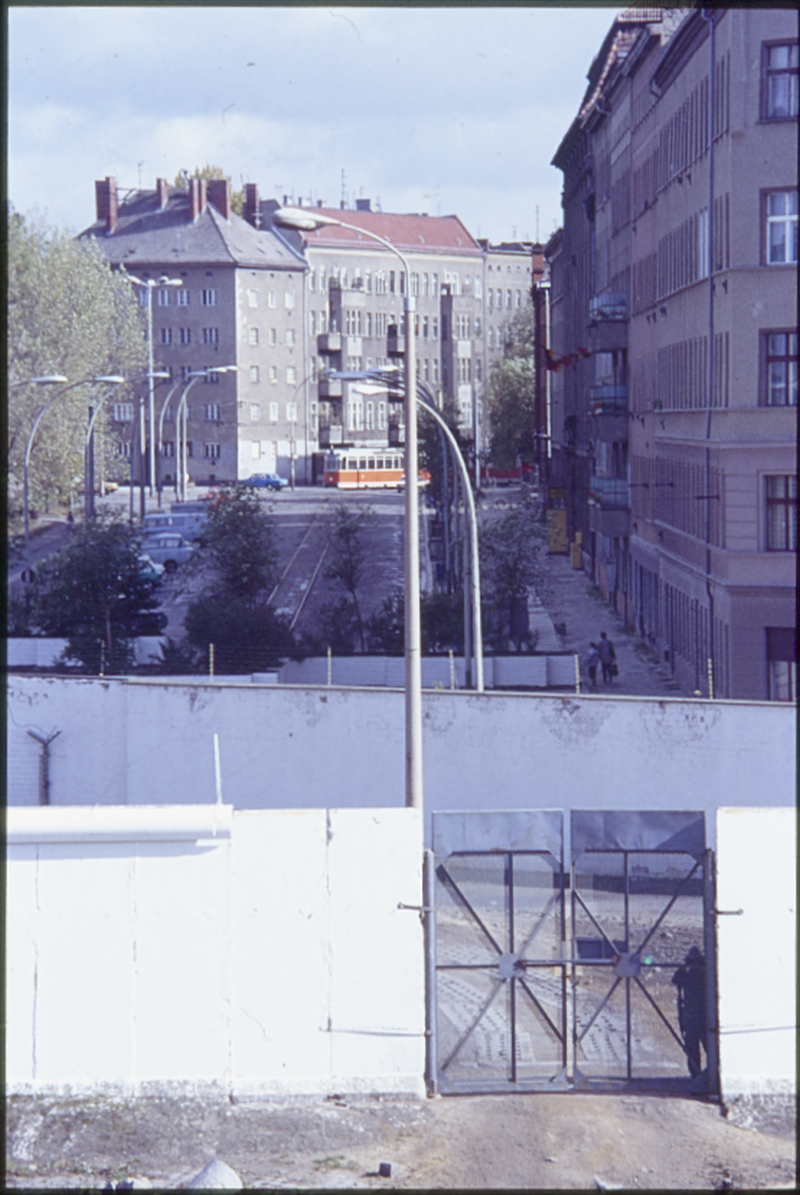
Eberswalder Straße und Berliner Mauer, Oktober 1989

Nach dem Ende des Zweiten Weltkriegs endete die Eberswalder Straße direkt an der sowjetisch-französischen Sektorengrenze, die entlang der Schwedter Straße verlief. Mit Beginn des Mauerbaus 1961 querte der Grenzstreifen die Kreuzung am Übergang zur Bernauer Straße. Um einen Blickkontakt mit West-Berlinern über die Sperranlagen hinweg zu verhindern, wurde im Herbst 1961 eine etwa fünf Meter hohe Sichtblende aus Holz errichtet. Später wurde die Blende durch eine massive Betonmauer ersetzt. Die Eberswalder, Oderberger und Schwedter Straße waren nun Sackgassen, die nur über den Gehsteig miteinander verbunden waren. Auf den Fahrbahnen standen in den 1980er Jahren zur Durchfahrtsicherung große Blumenschalensperren aus Beton. Im Juli 1988 wurde im Zuge eines Gebietsaustauschs zwischen Ost- und West-Berlin die Sektoren- und heutige Bezirksgrenze westwärts verlegt. Der Mauerstreifen wurde verbreitert, und die Grenzmauer verlief nun nicht mehr direkt über die Kreuzung, sondern querte die Bernauer Straße etwa 50 Meter weiter westlich. 
Mit dem Fall der Mauer im Jahr 1989 wurden in der Nacht vom 10. zum 11. November die ersten Abrissarbeiten an der Kreuzung Oderberger/Schwedter/Bernauer Straße vollzogen. Noch am gleichen Morgen wurde für Fußgänger der Grenzübergang Eberswalder Straße eröffnet.

## Bebauung

### St. Elisabeth Stift, erbaut 1877
1858 gründete die Gemeinde St. Elisabeth an der Schönhauser Allee gegenüber der Danziger Straße das St. Elisabeth Stift mit Platz für 50 alte und pflegebedürftige Menschen. Das Gebäude stand direkt an der Einmündung der heutigen Eberswalder Straße und musste in den 1870er Jahren wegen des Baus der neuen Straße abgerissen werden. Als Ersatz errichtete Baumeister Friedrich August Wilhelm Strauch 100 m weiter westlich das heutige Stiftsgebäude. 1877 wurde es mit Platz für nun 100 Bewohnerinnen als kirchliches Siechenhaus für Frauen eröffnet. 1883 und 1893 erweiterte der Berliner Architekt Kurt Berndt den Bau durch mehrere Seitenflügel im Stil des Spätklassizismus. Seit 1980 befindet sich auf dem Hof ein Glockenstuhl samt der alten Glocke der Fachwerkkirche Alt Placht. Das Stift in der Eberswalder Straße 17/18 wird seit 2010 von der Stephanus-Stiftung geführt.

### Güterbahnhof 1877–1980
Am westlichen Ende der Straße wurde 1877 auf dem Gelände des heutigen Mauerparks ein Güterbahnhof eröffnet. Er trug zunächst die Bezeichnung Güterbahnhof der Nordbahn bzw. Berlin Nordbahnhof und wurde 1950 in Eberswalder Güterbahnhof umbenannt. Er blieb über einhundert Jahre – selbst nach dem Mauerbau – bis in die 1980er Jahre auf der West-Berliner Seite in Betrieb.

### Gemeindeschule 1888–1945

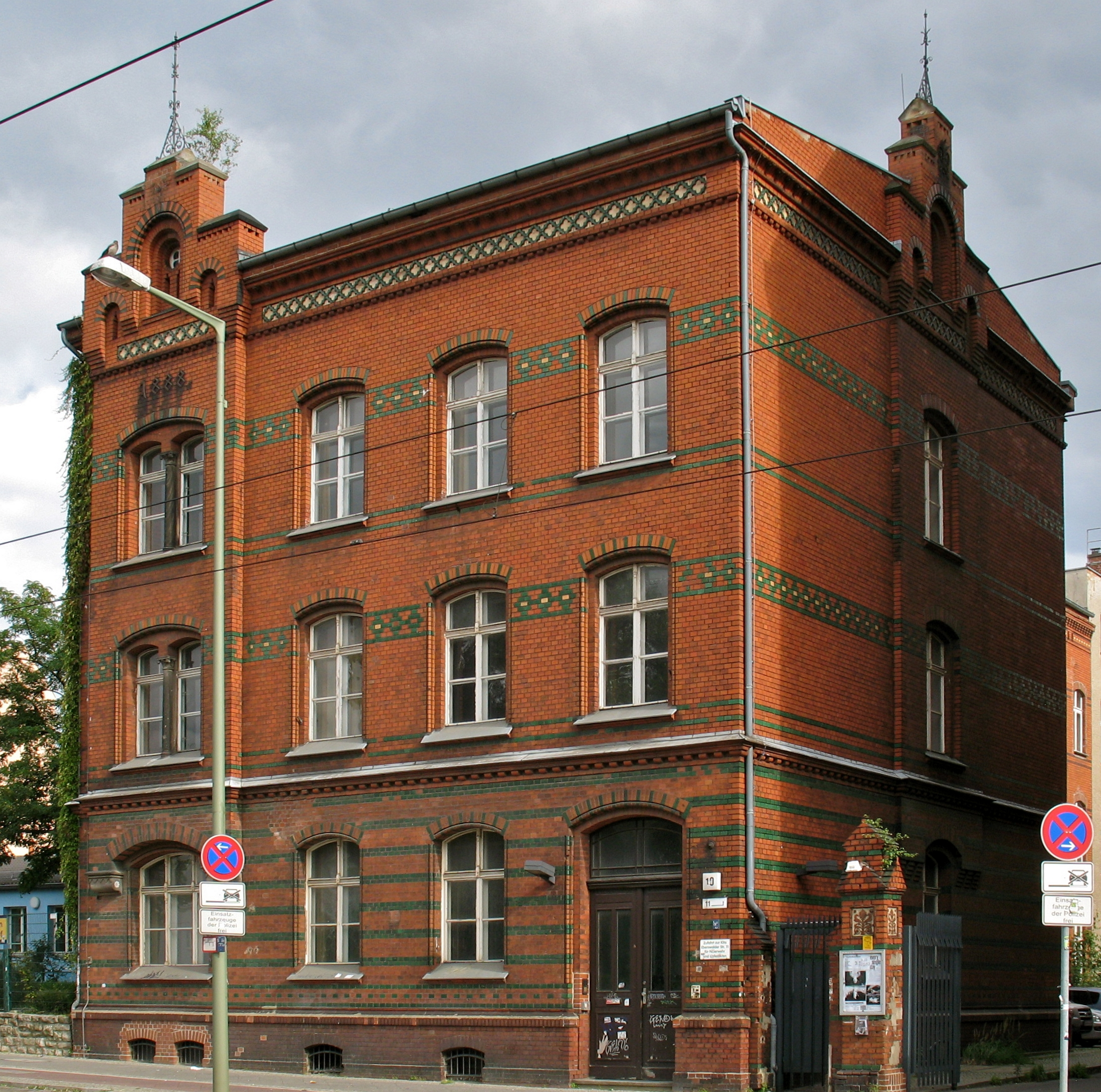
Eberswalder Straße 10: ehemaliges Lehrerwohnhaus, 2011

Unter dem Architekten Hermann Blankenstein begann 1881 die Planung zum Bau einer Gemeindeschule, die als 117. und 178. Doppel-Gemeindeschule von 1886 bis 1888 gebaut und im April 1889 in der Eberswalder Straße 10 eröffnet wurde. Im dazu gehörigen Lehrerwohnhaus befand sich ab dem 1. September 1889 auch das Standesamt Nr. X b (10 b), das zuvor in der Schönhauser Allee 29 war. Zur Straße hin kleidet das denkmalgeschützte Lehrerwohnhaus noch heute ein roter Klinkerverblendbau mit grün und gelb glasierten Ziegeln, die erhaltene Turnhalle im Hof ist ähnlich gestaltet. Große Teile der Gemeindeschule wurden im Zweiten Weltkrieg zerstört. An das ehemalige Lehrerwohnhaus grenzt mit der Hausnummer 11 ein 1955 errichteter Kindergarten und südlich davon eine 1970 gebaute Krippe, deren Garten sich auf dem Gelände der ehemaligen Gemeindeschule befindet. Beide Häuser bilden heute gemeinsam eine Kindertagesstätte.

### Mietshäuser, erbaut ab 1887
Das erste große Mietshaus war die Hausnummer 28, erbaut 1887 von Theat. Direkt. Ahlers, 1890 waren 17 Baustellen und drei Neubauten in der Straße verzeichnet. Das große Eckhaus Nr. 24 zur Kastanienallee wurde 1893 errichtet; 1915 war die Straße vollständig bebaut.
In dem 1906/1907 fertiggestellten Mietshaus in der Eberswalder Straße 25/26 Ecke Schönhauser Allee 144 befand sich unter der Leitung von Robert Müller ab 1907 das Kino Welt-Theater „Das lebende Bild“. Der Architekt und kurzzeitige Eigentümer des Hauses Paul Ueberholz wollte die Räume im ersten Geschoss ursprünglich als Restaurant vermieten, fand jedoch keinen Mieter. Durch den unregelmäßigen Grundriss kam es zu einer ungewöhnlichen Bestuhlung (1919: 384 Plätze) und einem verbleibenden großen Freiraum, der als „Erfrischungsbereich“ genutzt wurde. Neben der musikalischen Untermalung der Stummfilme durch einen Klavierspieler wurde zusätzlich das Geschehen auf der Leinwand durch einen sogenannten „Kino-Erklärer“ kommentiert. Obwohl bereits 1912 der Mietvertrag auslief und die Konkurrenz den Betrieb gefährdete, ließ der neue Hausbesitzer M. Zielinsky das Kino erst 1933 in Büroräume umwandeln. Bis 2016 befand sich im Erdgeschoss eine Filiale der Berliner Bank. Die Räumlichkeiten wurden im Laufe des Jahres 2017 entkernt, die Fassade mit großformatigen Fenstern geöffnet und für eine neue kommerzielle Nutzung umgestaltet.

### Postamt und Polizei, seit 1915

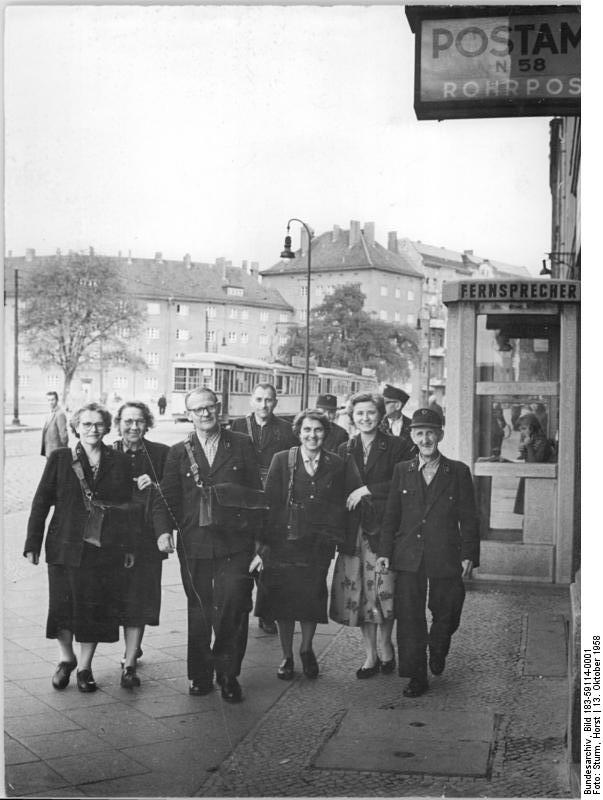
Briefträger vor dem Postamt N 58, 1958

In der Eberswalder Straße 6–9 errichtete die Kaiserliche Oberpostdirektion 1913–1915 das Postamt N 58. Der neubarocke, viergeschossige Putzbau hat einen siebenachsigen Mittelbau mit ornamentiertem Sandsteinportal und Mansarddach. Im Turm befand sich ab dem 10. August 1919 zusätzlich das Berliner Fernsprechamt „Humboldt“, das für alle nördlichen Anschlüsse zuständig war. Zusätzlich wurde am 8. Januar 1928 eine Fernvermittlungsstelle „Vineta“ eröffnet, die dem Fernsprechamt Nord (Berlin N 24) in der Artilleriestraße 19 unterstellt war. 1928 war das Postamt ein Rohrpostbetrieb im Netz der Berliner Rohrpost.
In dem denkmalgeschützten Gebäude befand sich 2024 die Polizeidirektion 1 Abschnitt 15; die Post betrieb auf dem Hinterhof lediglich eine Briefsammelstelle für Postzusteller. Im benachbarten ehemaligen Lehrerwohnhaus war der Verkehrsunfalldienst der Polizei stationiert.

### Auf dem alten Exerzierplatz
1921 richtete das Berliner Medizinalamt unter Johannes Rabnow in der Eberswalder Straße 37–52 ein Ambulatorium für tuberkulosekranke Kinder ein. Unter Mitwirkung des berühmten Arztes August Bier wurden auf dem Südwest-Gelände des ehemaligen Exerzierplatzes drei Baracken mit Untersuchungszimmern und Bestrahlungsapparaten ausgestattet. In der angeschlossenen Freiluftschule hatten rund 300 Kinder Unterricht. Vorbild war die Freiluft-Sonnen-Behandlung in den Heilanstalten Hohenlychen. Die Freiluftschule für knochen- und gelenkkranke Kinder bestand noch bis nach dem Zweiten Weltkrieg. Heute befinden sich an diesem Ort eine Wendeschleife der Straßenbahn und ein Parkplatz. 
1951 wurde auf dem gesamten ehemaligen Gelände des Exerzierplatzes der Berliner Sportpark errichtet. Am südlichen Eingang an der Eberswalder Straße liegt das Große Stadion mit anfangs bis zu 30.000 Sitzplätzen. Der 1952 nach Friedrich Ludwig Jahn umbenannte Sportpark war unter anderem Heimspielstätte des FC Vorwärts Berlin und des BFC Dynamo.

## Früheres jüdisches Leben
Im damaligen Arbeiterbezirk Prenzlauer Berg gab es bis Anfang der 1940er Jahre eine aktive jüdische Gemeinde. Bis 1933 lebten rund 18.000 Juden um den Kollwitzplatz. Allerdings war die Gegend um die Synagoge in der Rykestraße kein großbürgerlicher Kiez. Sie zeichnete sich zwar durch eine hohe Dichte an Politikern, Gewerkschaftern, Kleinindustriellen, Kleingewerbetreibenden sowie Künstlern aus, war aber auch das „Zuhause der weniger wohlhabenden oder teils sehr armen Juden“.
Laut dem jüdischen Adressbuch von 1931 lebten in der Eberswalder Straße rund 20 jüdische Familien. Die unterschiedlichen sozialen Schichten spiegeln sich auch bei den verschiedenen Berufsbezeichnungen der Bewohner wider: Arzt, Fleischermeister, Kaufmann, Konfektionsschneider und Schneidermeister sowie Getreide- und Furagehändler.
In dem Eckhaus Schönhauser Allee 144/Eberswalder Straße 26 wohnte seit 1908 beispielsweise der Kaufmann Max Hartmann. Er war Repräsentant der Jüdischen Reform-Gemeinde in Berlin e. V. Das Ziel der Gemeinde war der Zusammenschluss deutscher Juden. Im Nachbarhaus in der Eberswalder Straße 25/26 leitete er die Plätzevermietungs-Kommission sowie die Wohlfahrts-Kommission des Vereins. Er stand zuletzt 1935 im Berliner Adressbuch.
Zur Volkszählung 1939 lebten in der Eberswalder Straße noch zehn jüdische Familien. Nach dem Berliner Adressbuch von 1940 befand sich in der Eberswalder Straße 25/26 für ein Jahr das jüdische Wohlfahrtsamt.
Mindestens sechs jüdische Bewohner wurden nachweislich aus der Eberswalder Straße deportiert und ermordet: Bereits im Oktober 1941 wurde der Haarschmuckverkäufer Hermann Saalfeld und seine Frau Gertrud aus der Eberswalder Straße 22 ins Ghetto Litzmannstadt deportiert. Im November 1941 folgte die Deportation des Ehepaares Bernhard und Cäcilie (geb. Heilich) Pinkus aus der Eberswalder Straße 20 nach Riga-Rumbula. Nach Auschwitz wurde 1943 Lesser Tasiemka und sein Untermieter Hans Friedländer, Eberswalder Straße 26, deportiert. Das Schicksal der Ehefrau von Lesser Tasiemka, Jeanette, ist unbekannt. Die erst 1939 aus Rosenberg bei Ostpreußen in die Eberswalder Straße 4 gezogene Familie Kaspari konnte den Holocaust überleben. Auch die Familie Weissburd aus der Eberswalder Straße 27 überlebte, sie konnten nach Palästina emigrieren. Cäcilie Pinkus (geb. Moses), die bei der Familie Weissburd zur Untermiete wohnte, starb am 17. März 1940. Die Halbjüdin Erna Voege, verheiratet mit dem nichtjüdischen Klempner Bernhard Klöpfer, Eberswalder Straße 4, starb ebenfalls noch vor einer möglichen Deportation. Die Todesursache beider ist nicht bekannt.
Während der Teilung der Stadt befand sich in der Eberswalder Straße 20 die einzige koschere Fleischerei in der DDR. Jedoch wurde das Geschäft jeweils nur an einem bestimmten Wochentag als koschere Fleischerei betrieben, da hierfür regelmäßig extra ein Schächter aus Budapest nach Berlin anreiste. Der nichtjüdische Fleischer bediente nicht nur Gemeindemitglieder, sondern auch arabische Diplomaten.

### Filmische Dokumentation
- Hanna Henning: Ein Besuch im Ambulatorium für knochen- und gelenkkranke Kinder in Berlin, Eberswalder Straße. Deutschland 1924. Kurz-Dokumentarfilm, schwarz/weiß, stumm, 9 Minuten (248 Meter).[36][37]